# ألبرت دي بروي
ألبرت دي بروي (13 يونيو 182 - 19 يناير 1901)، كان سياسيًا ملكانيًا فرنسيًا ودبلوماسيًا وكاتبًا. شغل منصب رئيس وزراء فرنسا مرتين، الأولى من مايو 1873 إلى مايو 1874، والثانية من مايو إلى نوفمبر 1877.

## السيرة الذاتية
وُلد جاك فيكتور ألبرت دي بروي في باريس، فرنسا، وهو الابن الأكبر لفيكتور دو بروغلي (رئيس مجلس الوزراء الفرنسي ووزرير الخارجية السادس عشر)، وأمه ألبرتين (البارونة ستيل فون هولشتاين، الابنة الرابعة لمدام دي ستايل). وبالتالي، كان الحفيد الأكبر لجاك نيكير.
بعد مسيرة دبلوماسية قصيرة في مدريد وروما، انسحب ألبرت دي بروي من الحياة السياسية بعد ثورة 1848 وتفرغ للأدب. في عام 1870، خلف والده دوقاً رابعاً لبروي. في العام التالي، انتُخب في الجمعية الوطنية عن دائرة يور، وبعد أيام قليلة (في 19 فبراير) عُيين سفيراً لفرنسا في لندن. بعد أن واجهت مفاوضاته بشأن المعاهدات التجارية بين بريطانيا وفرنسا انتقادات، استقال من منصبه في مارس 1872 وتولى مقعده في الجمعية، حيث أصبح قائد الحملة الملكية ضد الرئيس أدولف تيير.
عندما أُستبدل أدولف تيير بالمارشال باتريس دو مكماهون، عُين دي بروي رئيسًا للوزراء ووزيرًا للخارجية في مايو 1873. في 26 نوفمبر، بعد تمرير قانون السبع سنوات، أُعيد هيكلة الحكومة وأستبدل دي بروي وزارة الخارجية بوزارة الداخلية. تخلى عن السياسة وعاد إلى عمله التاريخي بعد هزيمته الإنتخابية في 1885، ونشر سلسلة من الدراسات التاريخية والسير الذاتية. توفي في باريس في 19 يناير 1901 عن عمر يناهز 79 عامًا.